# Villarrica (volcan)
Pour les articles homonymes, voir Villarrica.
Le Villarrica est un des volcans les plus actifs du Chili qui s'élève au-dessus du lac Villarrica et de la ville de Pucón distante seulement de 15 km, et à environ 25 km de la localité de Villarrica.

## Toponymie
En mapudungun le volcan se nomme Ruka Pillañ, c'est-à-dire « maison du pillán » (un pillán (es) est un esprit de la religion mapuche (es)).

## Géographie

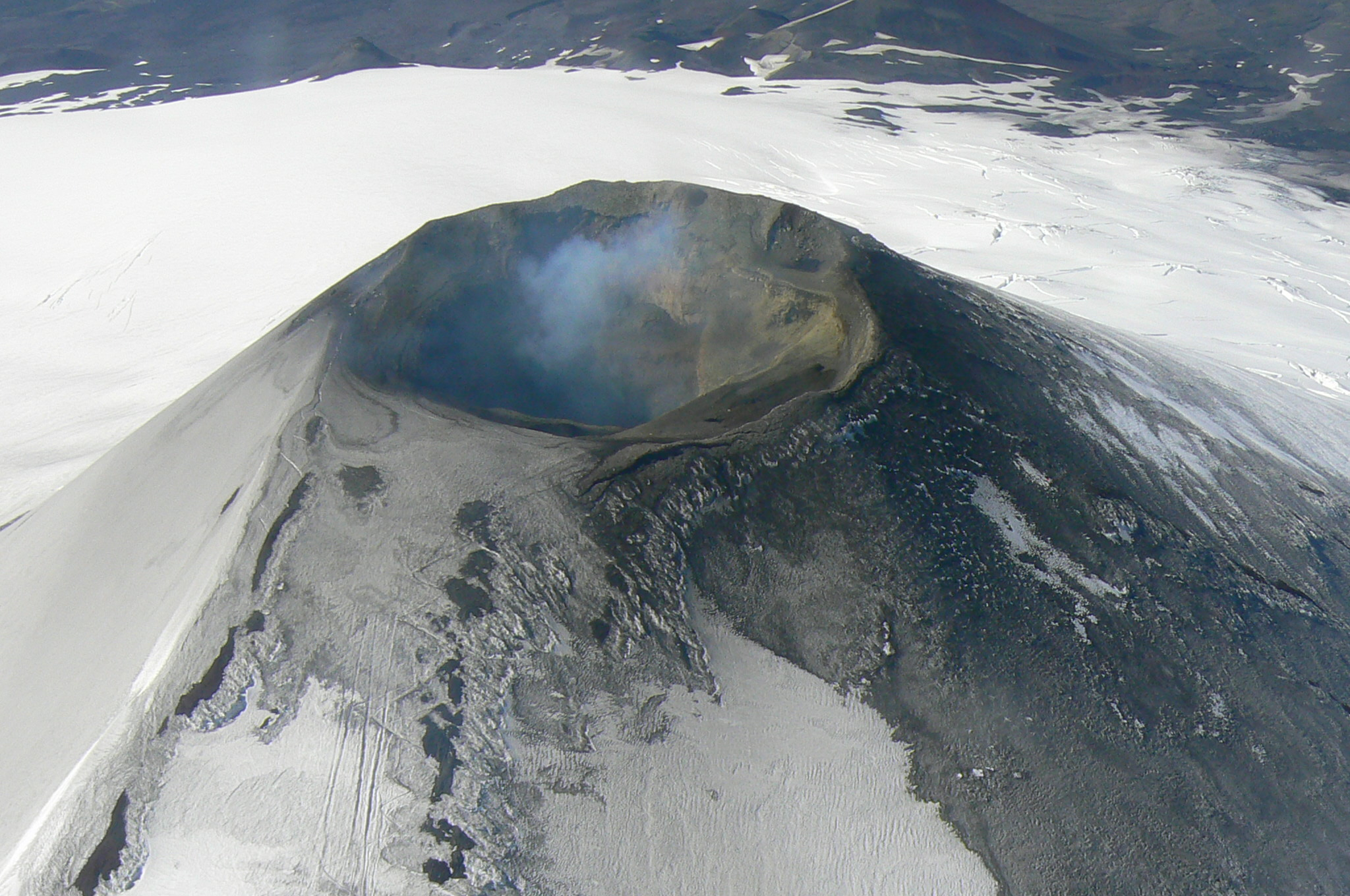
Vue aérienne du cratère fumant du Villarrica.

Avec une altitude de 2 847 m, une superficie de 100 km2 et un volume de 40 km3, le Villarrica est le troisième plus grand stratovolcan de la chaîne andine. Environ 25 cônes pointent sur ses flancs.
Le cratère sommital a un diamètre d'environ 200 m et une profondeur variable (de quelques dizaines de mètres à environ 150 m) ; il est recouvert d'un glacier pérenne. Depuis la dernière grande éruption (1984–85), la surface du magma est restée élevée, avec la formation occasionnelle d'un lac de lave.
Le Villarrica crache quotidiennement des fumées, des cendres et des laves, et menace en permanence la ville de Pucón. Il est sous perpétuelle surveillance.

## Histoire
Le Villarrica est vieux d'environ 600 000 ans. Il a connu environ 60 éruptions majeures au cours des 460 dernières années, dont au moins 30 au XXe siècle, et il est actuellement actif.
L'activité historique du Villarrica est essentiellement effusive et modérément explosive (de hawaïenne à strombolienne), mais il a connu dans la période post-glaciaire (< 14 000 ans) divers épidodes violemment éruptifs, producteurs de coulées pyroclastiques dont notamment les formations de Licán (environ 13 800 ans), de Pucón (3 600 ans) et de Chaimilla (3 180 ± 40 ans AP, dépôts de 0,6 km3, indice d'explosivité de 4). Malgré cette grande variété de styles d'éruption, le magma émis a conservé une composition généralement peu variée (50–57 % pds SiO2 : basaltes et andésites basaltiques), même si l'on a trouvé quelques dacites (64 % pds SiO2).
La dernière « grande » éruption du Villarrica, en 1971, ouvrit une fissure de 4 km de large d'où jaillirent 30 millions de mètres cubes de lave. La plus grande coulée, survenue dans la vallée de Chaillupén, faisait 14 km de long sur 200 m de large. Plusieurs cours d'eau furent détournés. Les glaciers fondirent et se transformèrent en torrents de boue meurtriers.
En éruption depuis le 2 décembre 2014, il connaît une nouvelle explosion le 2 mars 2015 à 3 heures du matin qui nécessite l'évacuation en urgence de plus de 3 000 personnes vivant alentour.

## Activités
Des randonnées guidées sont organisées à partir de Pucón, mais elles peuvent être suspendues en périodes d'activité volcanique ou sismique accrue. En 2007 un service guidé en hélicoptère a commencé à offrir des vols au-dessus du cratère. En hiver le ski est pratiqué sur les pentes nord-ouest du Villarrica à Pucón.